# Marnhagues-et-Latour
Marnhagues-et-Latour è un comune francese di 148 abitanti situato nel dipartimento dell'Aveyron nella regione dell'Occitania.

## Società

### Evoluzione demografica
Abitanti censiti